# جمعية الخطاطين الإيرانيين
جمعية الخطاطين الإيرانيين (بالفارسية: انجمن خوش‌نویسان ایران) هي رابطة للخطاطين الإيرانيين تأسست سنة 1951 م.
يبلغ عدد أعضاء الرابطة نحو 800 خطاط. وتقدم الجمعية الإجازات في فن الخط.

## بعض الأعضاء
- حسن ميرخاني
- جليل رسولي
- غلام حسين أميرخاني
- عباس أخوين
- بويا لطيفيان